# Lijst van spelers van Rheden
Dit is een lijst van voetballers die minimaal één officiële wedstrijd hebben gespeeld in het eerste elftal van de Nederlandse voormalig betaaldvoetbalclub Rheden.

## A
- Fijko Aalders
- Piet Amsterdam

## B
- Ap Bosveld
- Dirk Bosveld
- Henk Bosveld
- Theo Bremer
- Henk Brouwer

## D
- Joop Donderwinkel

## E
- Theo van Essen

## H
- Chris Hamer

## K
- Hans Kool
- Henk van de Kracht

## L
- Gerrit Liet

## M
- Piet van Mourik

## S
- Frits Smeenk
- Gerrit Spies

## T
- Bert Teunissen

## W
- Piet Wijnholts

## Z
- Henk Zinnemers
- Wim Zinnemers
- Ben Zweers